# Alberto Díaz
Alberto Díaz Ortiz (Málaga, 23 de abril de 1994) é um basquetebolista profissional espanhol, atualmente joga no Unicaja Malaga. O atleta que joga na posição armador possui 1,88m de altura e pesa 86 kg.